# Saint-Michel-Mont-Mercure
Saint-Michel-Mont-Mercure là một xã ở tỉnh Vendée trong vùng Pays de la Loire, Pháp. Xã này có diện tích 25,76 kilômét vuông, dân số năm 2006 là 1875 người. Xã này nằm ở khu vực có độ cao trung bình 287 mét trên mực nước biển.

## Biến động dân số
| Năm | 1962  | 1968  | 1975  | 1982  | 1990  | 1999  | 2006  |
| --- | ----- | ----- | ----- | ----- | ----- | ----- | ----- |
| Dân số | 1 390 | 1 447 | 1 460 | 1 673 | 1 798 | 1 729 | 1 875 |
| From the year 1962 on: No double counting—residents of multiple communes (e.g. students and military personnel) are counted only once. |       |       |       |       |       |       |       |